# Perillositat dels parallamps radioactius

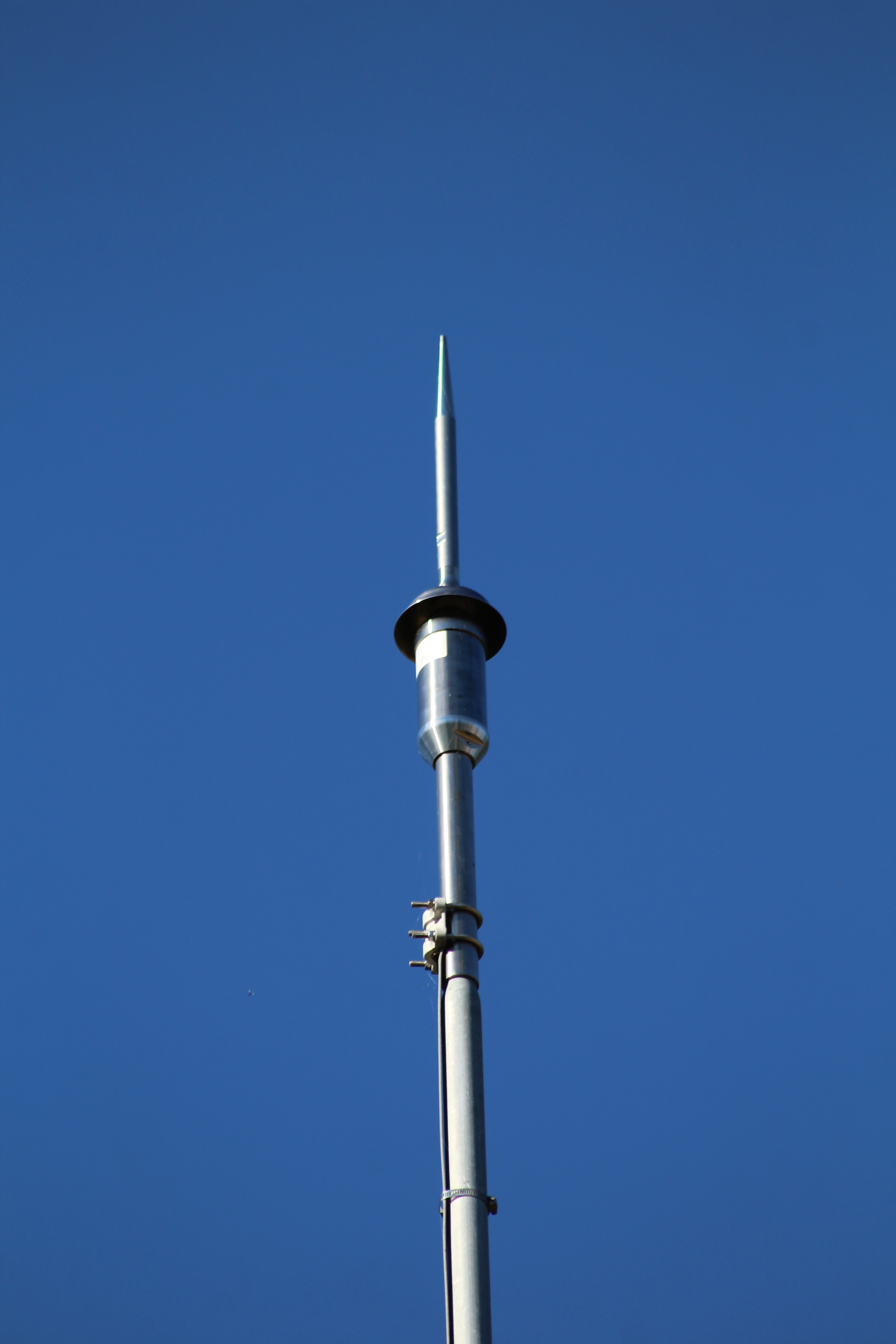
Parallams radiactiu

Els parallamps radioactius són uns dispositius col·locats en una barra metàl·lica en un punt elevat d'una construcció, aquest instrument atreu els llamps i els facilita el pas directe a la terra sense cap mena de desperfecte a la construcció.

## Història
El 1914, el físic hongarès Béla Szilárd va proposar reforçar la ionització natural al voltant dels parallamps amb fonts radioactives situades a prop de les seves puntes. La idea va produir la comercialització dels parallamps radioactius (també coneguts amb el nom de parads).
A la fi de la dècada de 1950 i durant la dècada de 1960, es van començar a instal·lar els parallamps radioactius, i varen deixar de lloc als parallamps convencionals. La innovació de crear unes fines làmines d'americi al capçal d'aquest el feia més eficaç i útil per poder atrapar els llamps. En les normes de la Indústria, gràcies al gran entusiasme es varen exigir a instal·lar als edificis públics moderns com a col·legis i campanars.
Els dubtes sobre la validesa del procés, atesa la dificultat de demostrar la seva efectivitat, van sorgir a la dècada del 1970.
Els «parads» tenien una radiacactivitat d'unes poques desenes de MBq per als emissors de radiació alfa i podien arribar a 1 GBq per altres tipus d'emissors. Conscients del risc de difusió d'elements radioactius (radi-226 i americi-241), les autoritats van prohibir la seva fabricació, venda i instal·lació. Molts països van començar a prohibir-los a partir de la dècada del 1980.
És habitual trobar-los a les teulades o als campanars, especialment a França i les seves antigues colònies. Segons fonts oficials (ASN, IRSN, ANDRA, INAPARAD), encara resten aproximadament 40.000 a França. No obstant això, envellits i sovint en mal estat, poden amenaçar la salut pública i el medi ambient. Després del desmantellament o de la caiguda accidental, els parallamps radioactius són considerats per l'Agència Nacional de Gestió de Residus Radioactius (ANDRA) com a residus radioactius de baix nivell de llarga activitat.

## Protecció
La civilització actual es fonamenta en l'electricitat. Fa més de cent anys que l'electricitat és present a les nostres llars, durant tot aquest temps s'ha desenvolupat molt i per això a principis de segle xxi el nombre d'aparells electrònics és més elevat que mai. Els parallamps radioactius són una de les moltes innovacions que presenten un perill real. Els parallamps radioactius tenen una gran capacitat per emmagatzemar electricitat, els llamps són una càrrega enorme per això sempre s'instal·len a la part superior dels habitatges.

## Estructura i funcionament
L'americi és un component essencial en la idealització d'aquest dispositiu, es col·loca en una petita corona al voltant del capçal que s'aguanta amb uns suports amb forma d'estrella des del mig del pal del parallamps. El funcionament d'aquests parallamps es basa en el fet que el component radioactiu, en produir ionització en l'aire que l'envolta, genera un millor conducte elèctric al mateix, que afavoreix la conducció de la descàrrega elèctrica d'un llamp.